# Audiencia (obra de teatro)
Audiencia es un drama del absurdo de Václav Havel. Es una obra tragicómica en un acto que fue publicada en 1975. La historia está inspirada en una situación real, cuando Havel trabajaba en una cervecería en Trutnov. La obra se basa en un diálogo entre el exescritor Ferdinand Vaněk y un Cervecero. Un día el Cervecero, un superior de Vaněk le cita a su oficina. El Cervecero ofrece una promoción a Vaněk a condición de que Vaněk delata a sí mismo a StB. Los personajes no son capaces de entenderse. El lenguaje pierde su función principal que es comunicar. Lo que es muy absurdo es el título del drama, ya que la audiencia significa un "acto de oír las personas de alta jerarquía."  Pero en este caso, una persona inculta recibe una persona culta. La obra contiene elementos autobiográficos – el personaje de Vaněk representa Václav Havel y hay referencias a los artistas reales de esa época como Karel Gott, Jiřina Bohdalová y Pavel Kohout.

## Personajes
Ferdinand Vaněk: El personaje principal se llama Ferdinand Vaňek, es un intelectual. Es un exescritor muy inteligente quien es forzado a trabajar en una cervecería. Es el alter ego del autor (un personaje ficticio cuyo comportamiento, lenguaje o pensamientos intencionalmente representan los del autor). Le persigue la policía secreta. El siempre usa el lenguaje normativo, se comporta bien. Es una persona educada, humilde y nunca expresa su superioridad. Sus respuestas son breves, él no pregunta a Cervecero, solo responde. Tiene una moral laboral alta, varias veces durante el diálogo quiere irse, pero Cervecero no le deja.
Cervecero: Es un jefe de Vaněk. Es una persona simple, habladora, maleducada y sin educación que se muestra en su lenguaje. El Cervecero trata de tú Vaněk aunque Vaněk trata de usted al Cervecero. Incluso usa palabrotas. No tiene una moral laboral ya que consume alcohol durante el horario de trabajo. Está borracho y siempre pide las mismas preguntas a Vaněk. No reconoce lo absurdo que su oferta es. El Cervecero es tan vago (o analfabeto) para escribir reportes sobre Vaněk. Está adulando a Vaněk, quiere imponer sus opiniones a Vaněk. Además, quiere que Vaněk deje de relacionarse con el escritor Pavel Kohout.

## Argumento
La historia se desarrolla durante el período de normalización en una cervecería checa. Un Cervecero cita a Vaněk a su oficina. El Cervecero está muy curioso y pregunta a Vaněk sobre su historia, su trabajo y su historia. El Cervecero ofrece una promoción a Vaněk a condición de que Vaněk delata a sí mismo a StB (policía secreta), pero Vaněk lo rechaza. El Cervecero se pone más y más borracho y enfadado. La tragicomedia consiste en lo que el Cervecero pide las mismas preguntas y Vaněk responde en la misma manera. El Cervecero no es capaz de realmente escuchar y entender a Vaněk. La conversación entre ellos no tiene sentido. El Cervecero se queda dormido y Vaněk se va. Después de un rato se vuelve, llama a la puerta y toda la historia puede repetirse.

## Tema
- la absurdidad del régimen comunista
- crítica indirecta del totalitarismo y la falta de libertad
- la colisión de dos mundos diferentes
- manipulación
- cómo el régimen afecta las relaciones
- función del lenguaje

## Escenario
La historia de la obra tiene lugar durante el período de normalización (ocupación soviética de Checoslovaquia de 1968 a 1989) en una oficina de una cervecería checa.

## Versiones escénicas
- estreno mundial de la Audiencia en Burgtheater, Viena en 1976
- estreno checo extraoficial de Divadlo na tahu en Hrádeček en 1976
- versión escénica del teatro aficionado – Divadlo RYO Praha en 1988
- Činoherní klub, 1. 10. 1990, dirección: Jiří Menzel
- Divadelní spolek Kašpar, 17. 3. 2001, dirección: Jakub Špalek
- Slezské divadlo Opava, 10. 5. 2012, dirección: Miroslav Ondra
- Divadlo D21, 2. 10. 2013, dirección: Jiří Ondra
- Divadlo Petra Bezruče, 16. 11. 2013, dirección: Štěpán Pácl & kol.